# Holothuria dofleinii
Holothuria dofleinii is een zeekomkommer uit de familie Holothuriidae.
De wetenschappelijke naam van de soort werd in 1908 gepubliceerd door E. Augustin.